# Peperomia maguirei
Peperomia maguirei är en pepparväxtart som beskrevs av Truman George Yuncker. Peperomia maguirei ingår i släktet peperomior, och familjen pepparväxter. Inga underarter finns listade i Catalogue of Life.